# Yeeeah Baby
Yeeeah Baby – drugi, a zarazem ostatni solowy album amerykańskiego rapera Big Puna.

## Lista utworów
| Nr | Tytuł                  | Czas | Producent                | Gościnnie                  |
| -- | ---------------------- | ---- | ------------------------ | -------------------------- |
| 1  | "The Creation (Intro)" | 1:29 |                          |                            |
| 2  | "Watch Those"          | 3:20 | Knobody                  |                            |
| 3  | "Off Wit His Head"     | 4:06 | Just Blaze               | Prospect                   |
| 4  | "It's So Hard"         | 2:52 | Younglord                | Donell Jones               |
| 5  | "We Don't Care"        | 3:12 | Younglord                | Cuban Link                 |
| 6  | "New York Giants"      | 3:30 | Mahogany, Minnesota      | M.O.P.                     |
| 7  | "My Dick"              | 3:19 | Guy Boogie, KNS          | Tony Sunshine              |
| 8  | "Leatherface"          | 3:25 | The Infinite Arkatechz   |                            |
| 9  | "Air Pun (Skit)"       | 0:51 |                          |                            |
| 10 | "100%"                 | 3:51 | Sean Cane for The Hitmen | Tony Sunshine              |
| 11 | "Wrong Ones"           | 4:07 | Just Blaze               | Sunkiss                    |
| 12 | "Laughing at You"      | 4:26 | O.Gee                    | Tony Sunshine              |
| 13 | "Nigga Shit"           | 1:45 | Buckwild                 |                            |
| 14 | "Ms. Martin"           | 4:16 | DJ Shok                  | Remy Ma                    |
| 15 | "My Turn"              | 3:48 | L.E.S.                   |                            |
| 16 | "You Was Wrong"        | 3:51 | DJ Shok                  | Fat Joe, Drag-On & Remy Ma |